# Cityvision
Cityvision est une proposition non officielle de 2009 pour l'avenir du réseau de métro et tram de la STIB à Bruxelles en utilisant surtout les infrastructures actuelles et en prolongeant et en améliorant une partie du réseau tram avec les projets actuels. 
Ce projet n'a rien d'officiel et la STIB a exprimé son désaccord avec lui.
Ce projet a pour ambitions de prolonger le métro en surface en utilisant les infrastructures actuelles de tramway en site propre, les véhicules seraient semblables à ceux du RandstadRail à Rotterdam, ces rames côtoieraient en surface des rames de tramways et en souterrain des rames de métro, les investissements seraient mineurs (haussement des quais à certains endroits, quais mixtes : haut et bas).
L’axe nord-sud de prémétro resterait un axe de tramway avec des tramways dont la vitesse serait améliorée en surface, et retrouverait une conception proche de celle qu’il y avait avant 2007. À ce moment-là, on ne parlerait plus de prémétro mais de semi-métro. Ce projet est une alternative au plan Métrovision.
Ce projet compte notamment les lignes suivantes :
- UZ Brussel - Rogier (en utilisant la future infrastructure tram entre Simonis et UZ Brussel) ;
- Westland - Arts-loi (en utilisant la chaussée de Ninove) ;
- Érasme - Tervueren (en utilisant la ligne 44 et une nouvelle infrastructure en surface entre Beekkant et Eddy Merckx) ;
- Berchem (B) - Arts Loi (nouvelle infrastructure à créer reprenant le trajet du bus 87).

Ce projet n’a quoi qu’il en soit rien d’officiel et ne fait donc pas partie de la politique régionale pour les 15 années à venir (>2025)